# トヨタ・プラッツ
プラッツ（PLATZ）は、トヨタ自動車が製造・販売していた小型4ドアセダンである。

## 概要

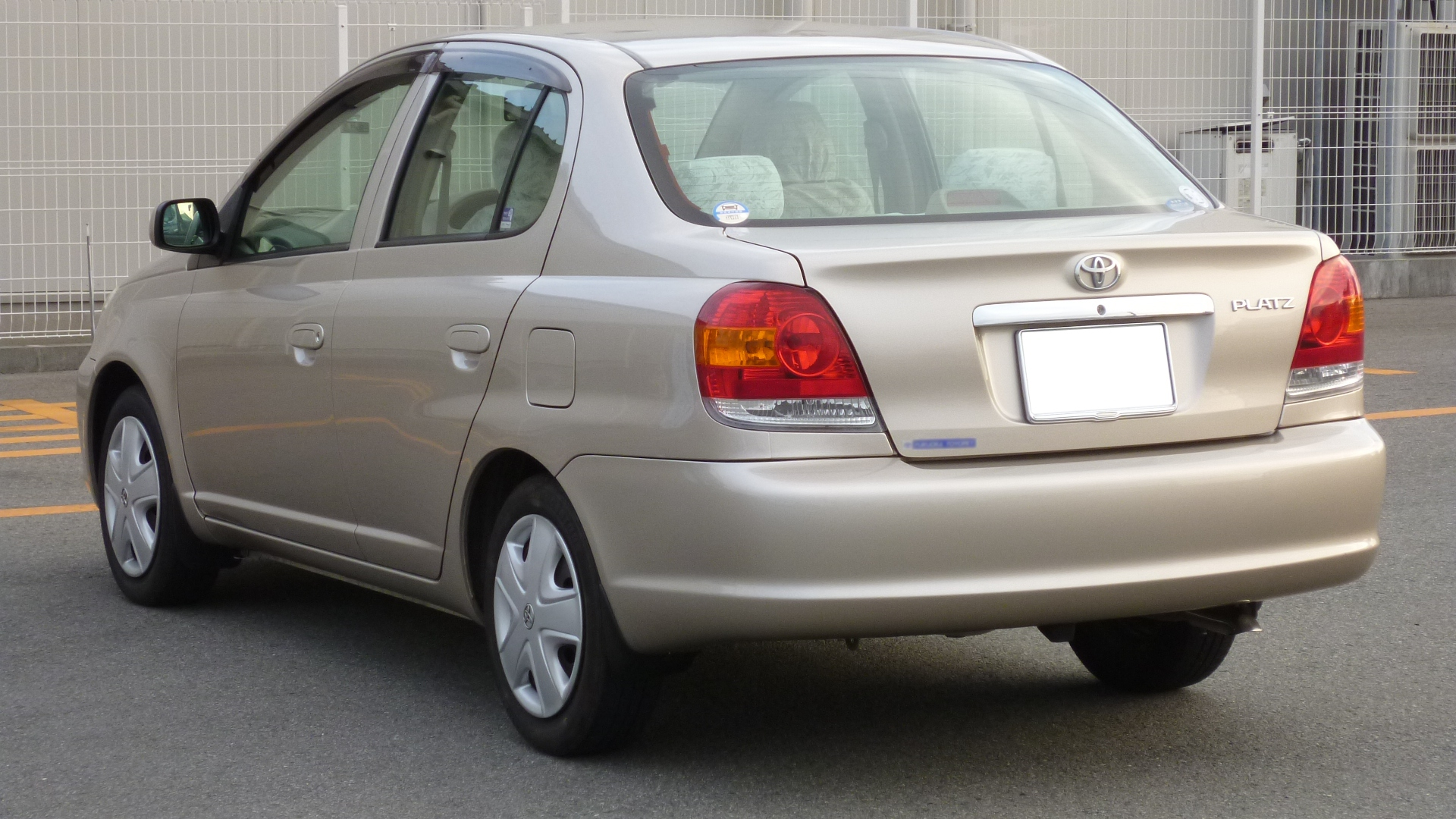
後期型 リヤ
1.5X オプション装着車
（2002年8月-2005年11月）

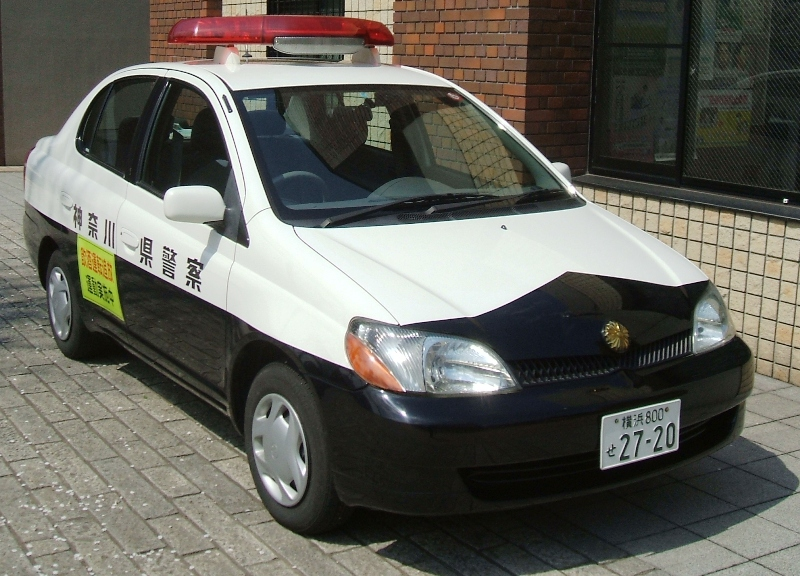
（神奈川県警）

北米向けターセル/日本向けコルサ4ドアセダン/スプリンターセダンの後継車にあたる。初代ヴィッツをベースにトランクを追加したモデルで、車台をはじめダッシュボードやフロントドアのアウターパネルなどをヴィッツと共有している。
エンジンは FF車に1.0L･1SZ-FE型、1.5L･1NZ-FE型を搭載、4WD車は1.3L･2NZ-FE型を搭載する。トランスミッションは4速AT（Super ECT）と5速MTが選択できた。
一方、米国市場では、車名をエコー（ECHO、型式はNCP12L）として販売され、4ドアセダンのほかにクーペの2ドア版（パセオ-日本名サイノス後継）や1:2ドア版もあり、バジェットカーとして人気があった。米国以外の一部の国々（主に東欧、オセアニア、中近東および一部の新興国など）では、ヤリス（YARIS）「ヤリスセダン」の名で販売された。中国においては、天津一汽夏利汽車ブランドで生産され、前期モデルがシャーリー2000（夏利2000）からヤァクー（雅酷）に名称を変更して、さらにマイナーチェンジの後期モデルはヴェラ（VELA/威楽）の名で販売された。
プラッツは、ヴィッツ系のパッケージングを持つため実用性や経済性に優れ、コンパクトなサイズ感の割に車内は広く、トランクの容量も大きい。インパネにアナログ式、デジタル式に関わらずセンターメーターレイアウトを採用、2,370mmという軽自動車並みのショートホイールベースを備える。同時発売されたファンカーゴとともに、当初からISOFIX対応のリヤシートが全車標準装備された。また、新車の価格帯も経済的に抑えられた設定で、社用車（法人）や小型警ら車といった需要もあった。
第20回 1999-2000 日本カー・オブ・ザ・イヤーをヴィッツ、ファンカーゴとともに受賞。

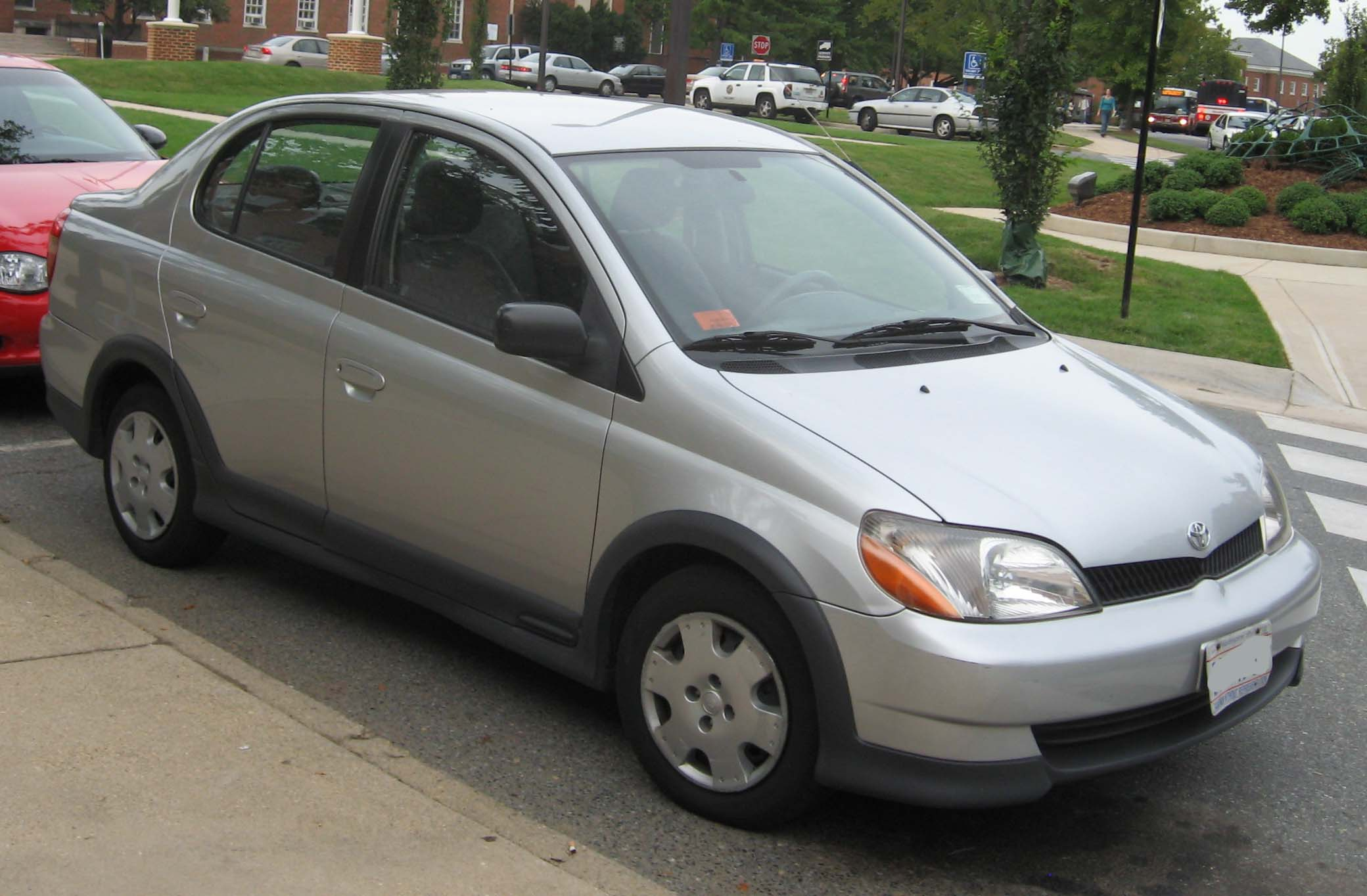
エコーセダン （前期型）
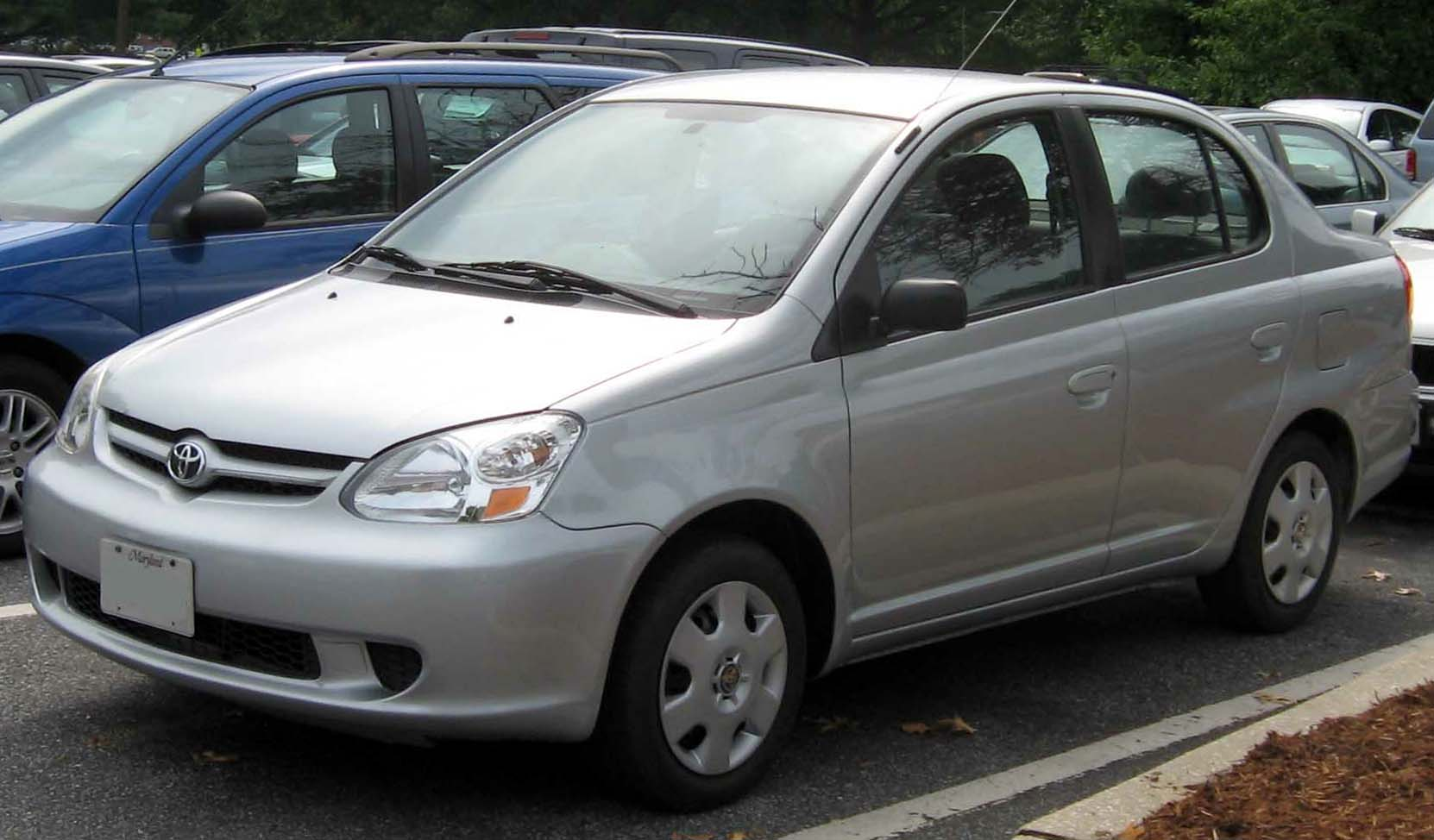
エコーセダン （後期型）
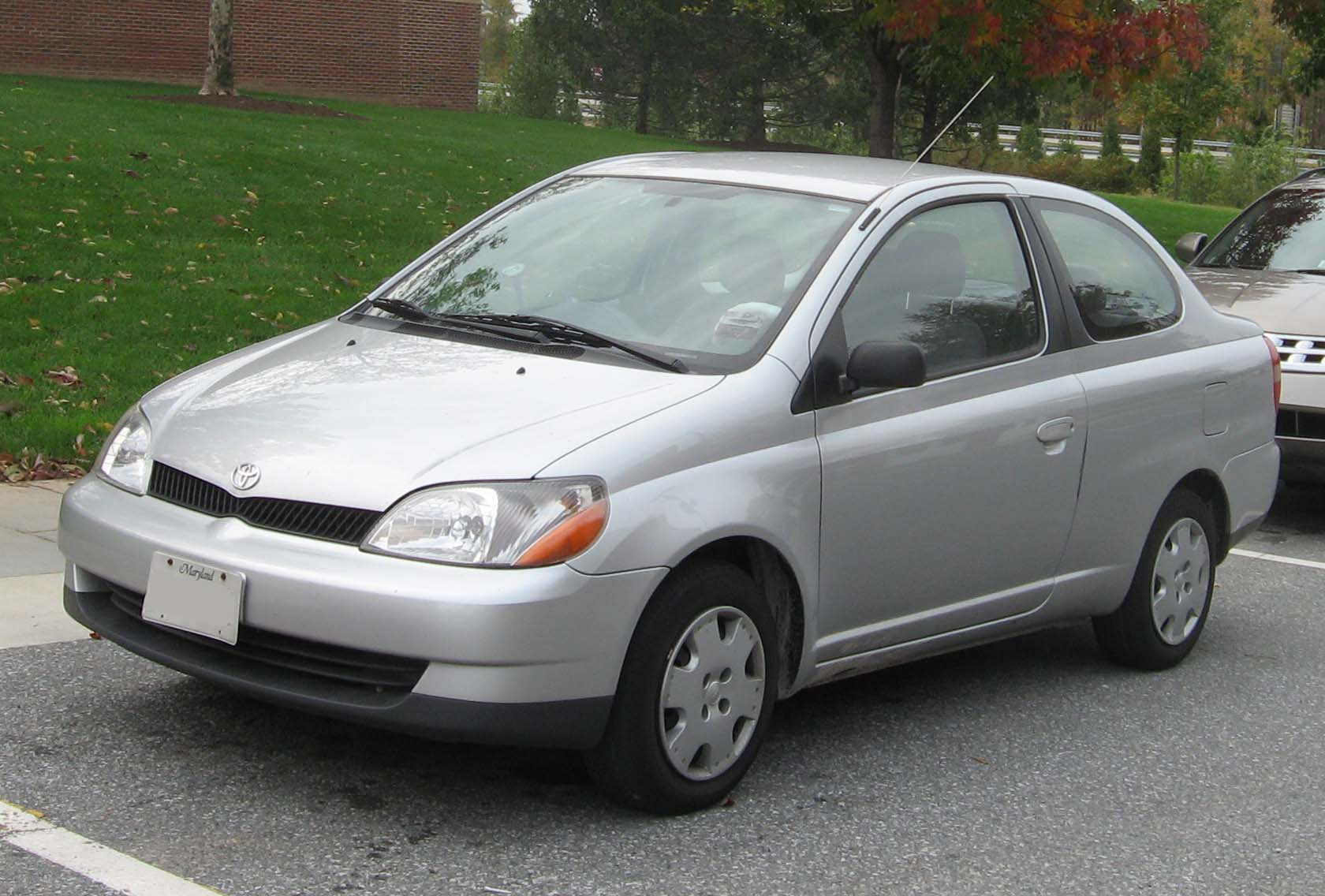
エコー“クーペ” （前期型）
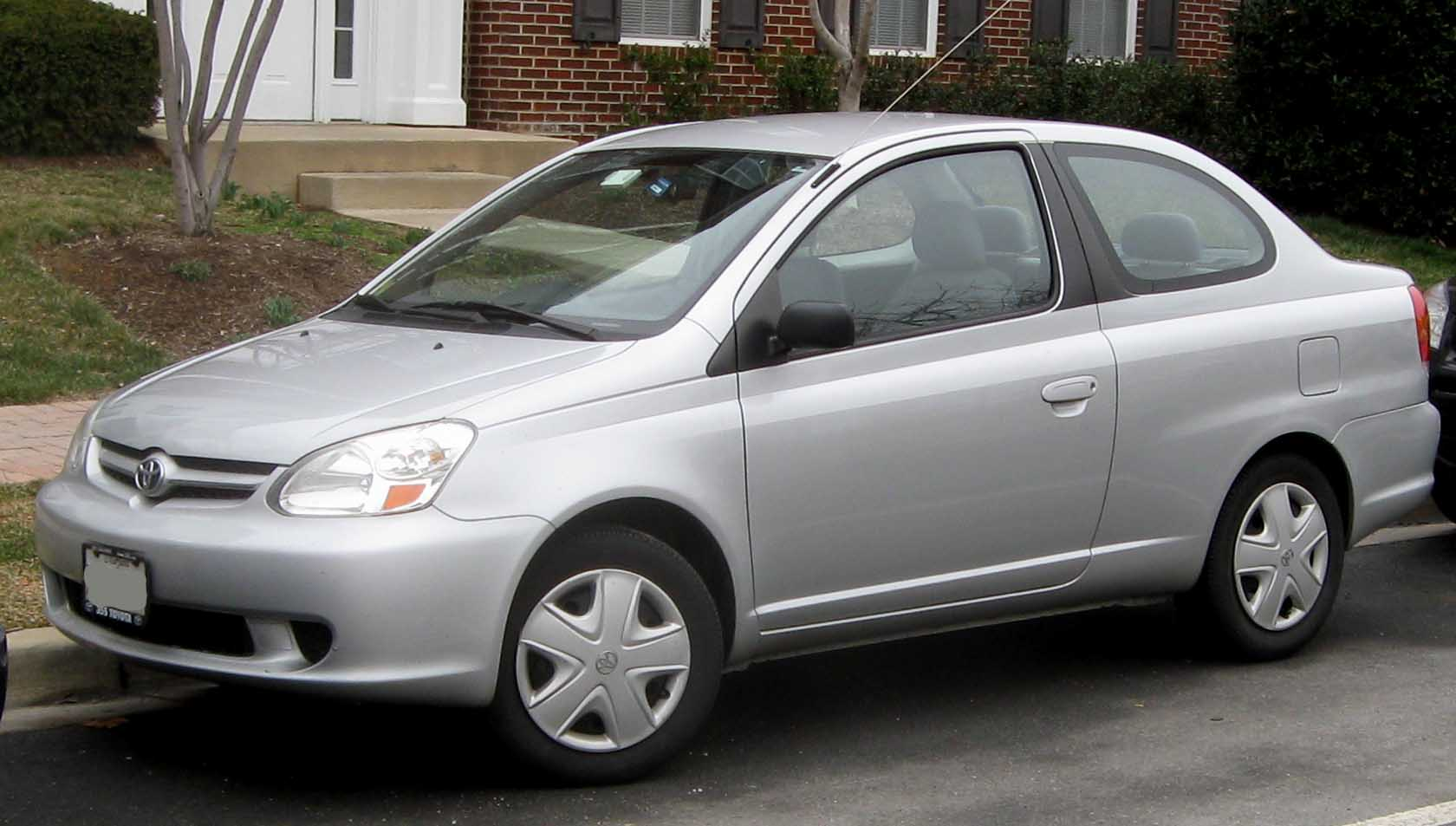
エコー“クーペ” （後期型）
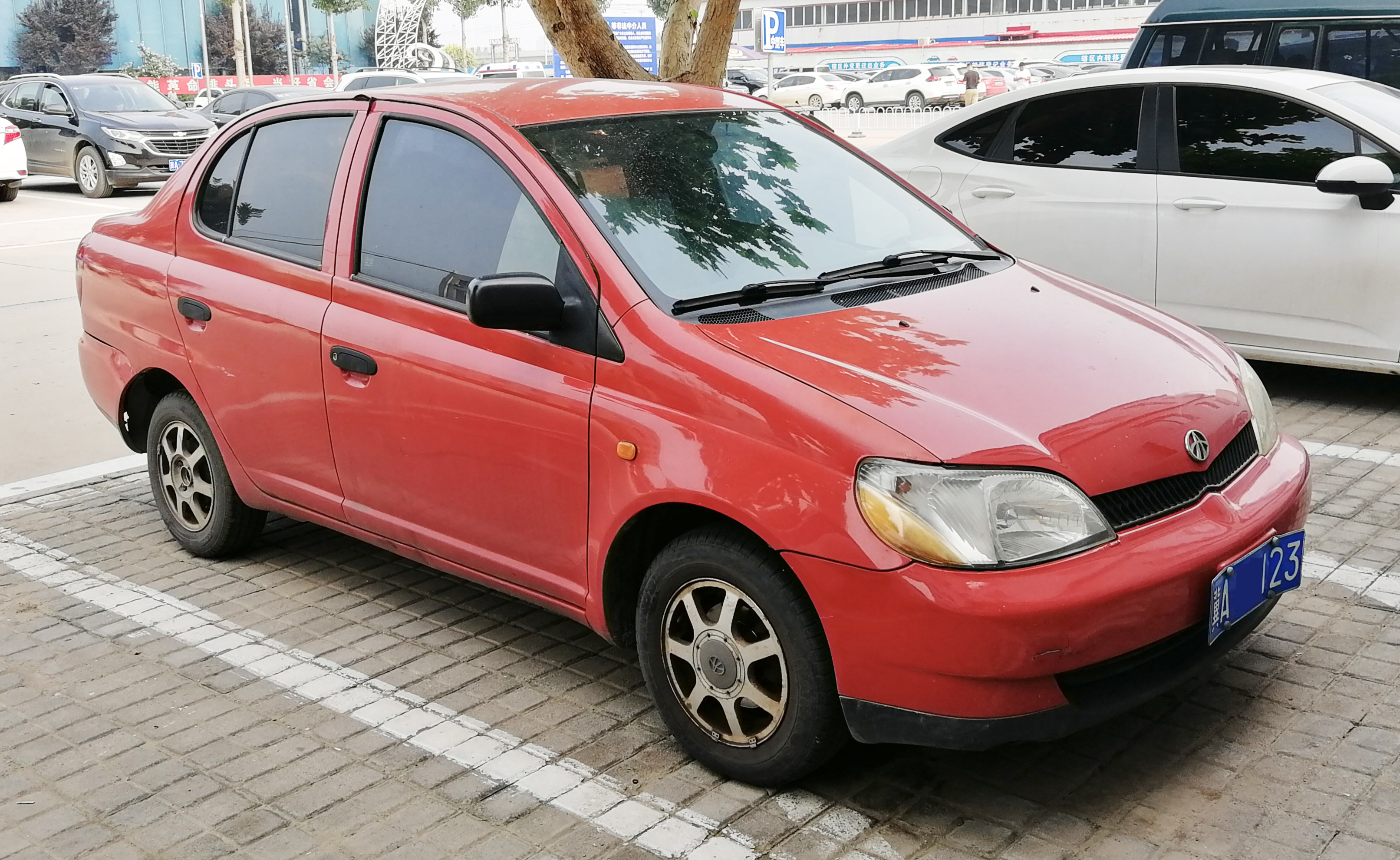
夏利
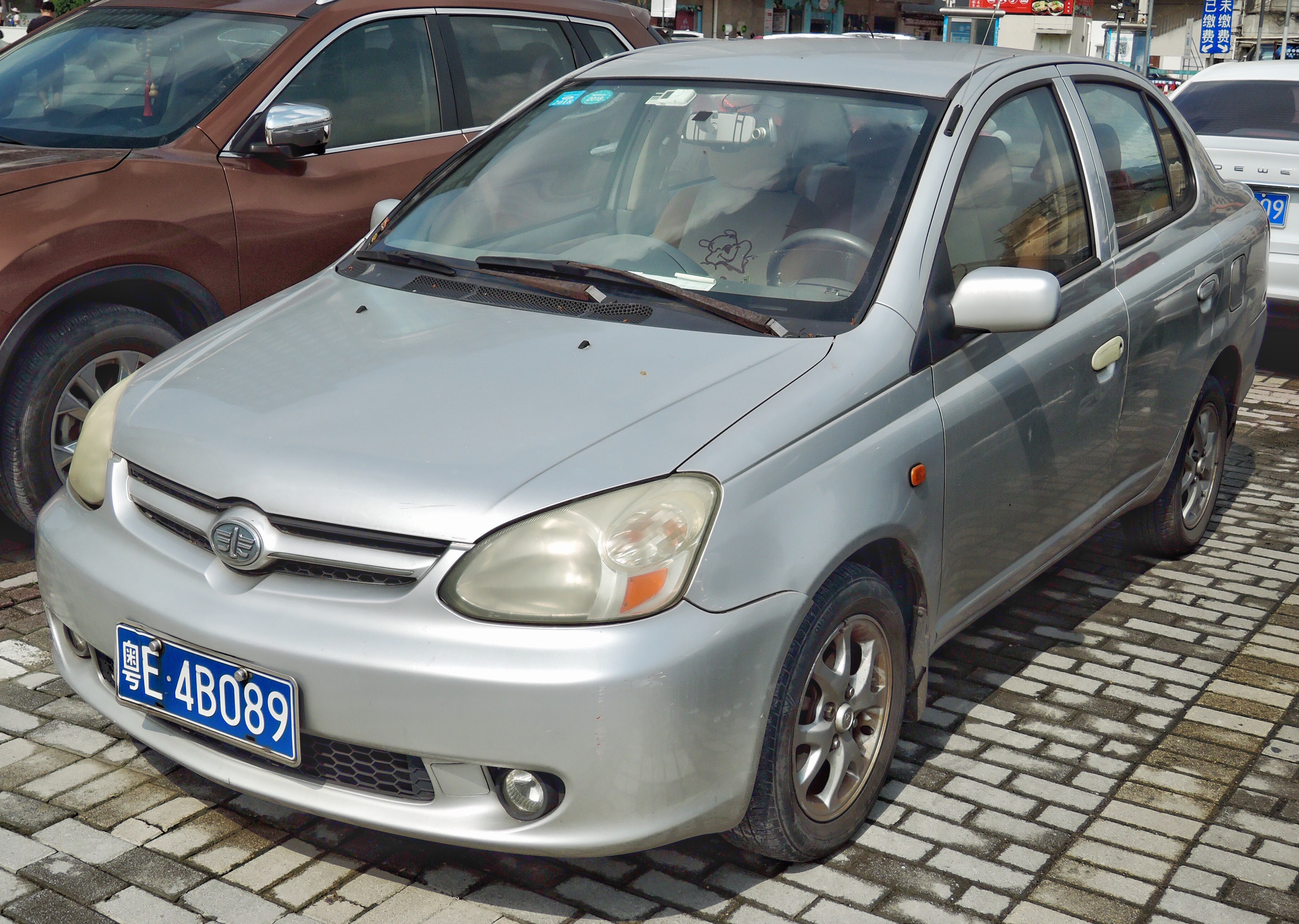
威楽
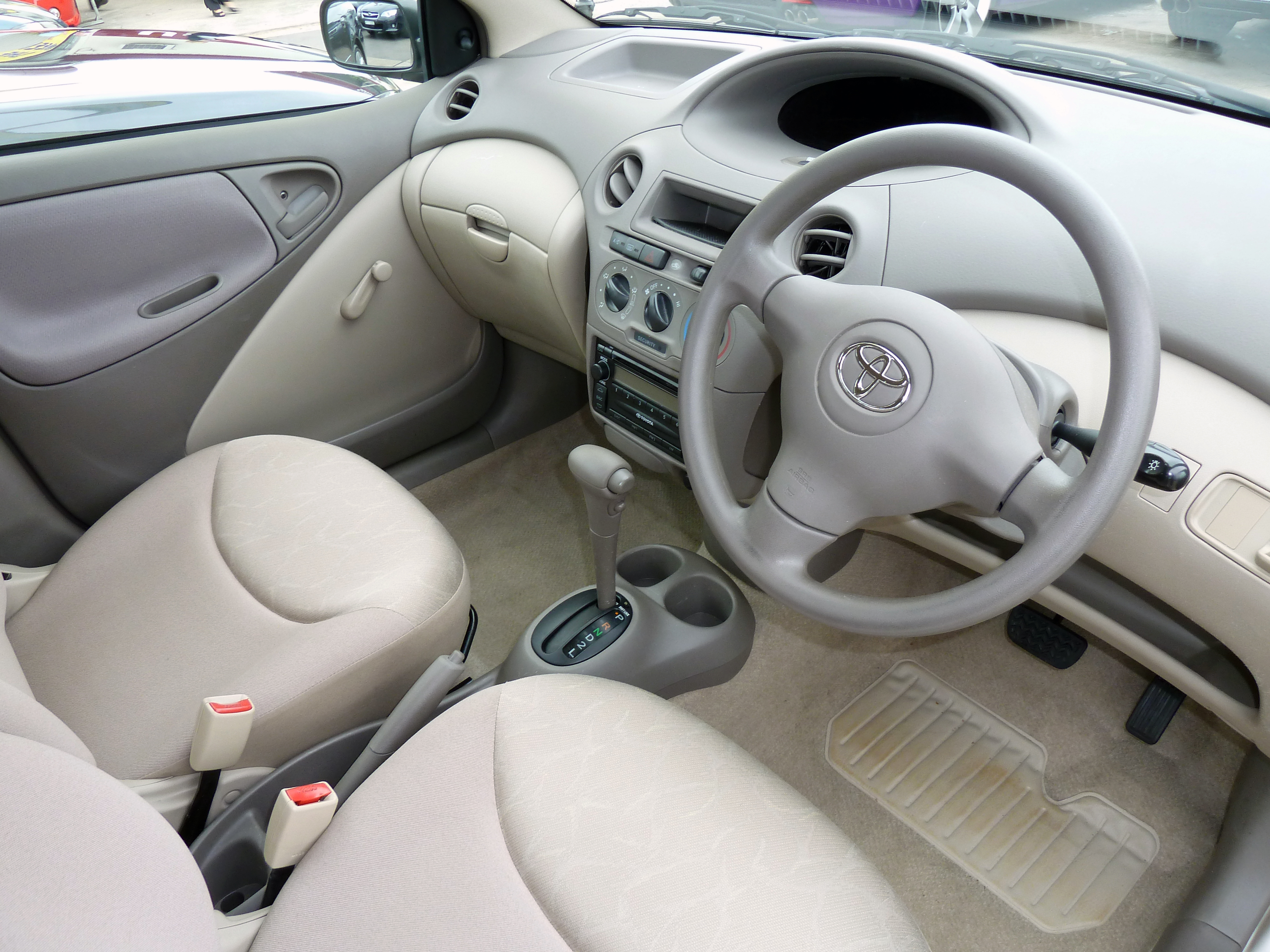
エコー

## 型式 CP1#型（1999年-2005年）
※日本・米国・東欧・オセアニア・中近東仕様：1999年 - 2005年、中国仕様：2000年 - 2013年
- 1999年（平成11年）8月30日 - 発表、および発売。キャッチコピーは「21世紀へ、お先に。」「安全プラッツ」「低燃費プラッツ」など。
- 2000年（平成12年）
  - 8月 - 一部改良。
    - ボディカラーにペールローズメタリックオパールを追加設定。「1.0F Eパッケージ」が廃止され、FF車へ「1.5X プレミアムバージョン」と「1.0F プレミアムバージョン」を、4WD車に「1.3X プレミアムバージョン」および「1.3F プレミアムバージョン」を追加設定。「1.0F ビジネスパッケージ」にブレーキアシストとABSをそれぞれ標準装備化。全車「平成12年基準排出ガス25%低減レベル」（☆・G-LEV）を達成。

  - 12月 - 一部改良。ボディカラーのスーパーホワイトIIをホワイトに変更、EBD付ABSを全車標準装備化。
- 2001年
  - 8月 - 一部改良。「プレミアムバージョン」にメーカーオプションの専用ボディカラーホワイトパールマイカの追加設定と専用シート表皮の仕様変更。「F Lパッケージ」に「リミテッド」を追加設定し、ワイヤレスリモコンドアロックを全車標準装備化。
  - 12月 - 一部改良。1.0L車が「平成12年基準排出ガス75%低減レベル」（☆☆☆・U-LEV）を達成。
- 2002年
  - 8月29日 - マイナーチェンジ。CMキャラクターに高橋里奈を起用。
    - 内装はインパネのデザイン・車内の全体的な色調などを、外装はマークエンブレム・フロントグリル・ヘッドライト・バンパー・リヤコンビネーションランプ・トランクリッドのデザインおよびリヤナンバープレートの位置などを変更。「1.5X Sパッケージ」を除く1.5L車のスチールホイール装着車はサイズを14インチ（タイヤサイズ 175/65R14）から15インチ（タイヤサイズ 165/65R15）に変更。全車「平成12年基準排出ガス75%低減レベル」（☆☆☆・U-LEV）を達成。
- 2003年8月 - 一部改良。
  - 「X」と「F Lパッケージ」に助手席買い物アシストシート、フロントツインカップホルダー照明が追加装着され、「X」の5速MT車および「X Sパッケージ」が廃止される。ボディカラーのダークグリーンマイカをグレーマイカメタリックに変更。
- 2004年
  - 2月 - 一部変更。全車「平成17年基準排出ガス50%低減レベル」（新☆☆☆・U-LEV）の達成。1.0Lおよび1.5L･5速MT車に「平成22年度燃費基準+5%達成車」、1.3Lの4WD･5速MT車および1.5L･4速AT車に「平成22年度燃費基準達成車」の認定がなされる。
  - 4月1日 - ネッツ店での販売を終了[注釈 8]。これよりトヨペット店の専売車種となる。
- 2005年
  - 10月[3] ｰ 生産終了。在庫対応分のみの販売となる。
  - 11月28日 - 在庫対応分が完売し販売終了。 実質的な後継車はベルタとなった。

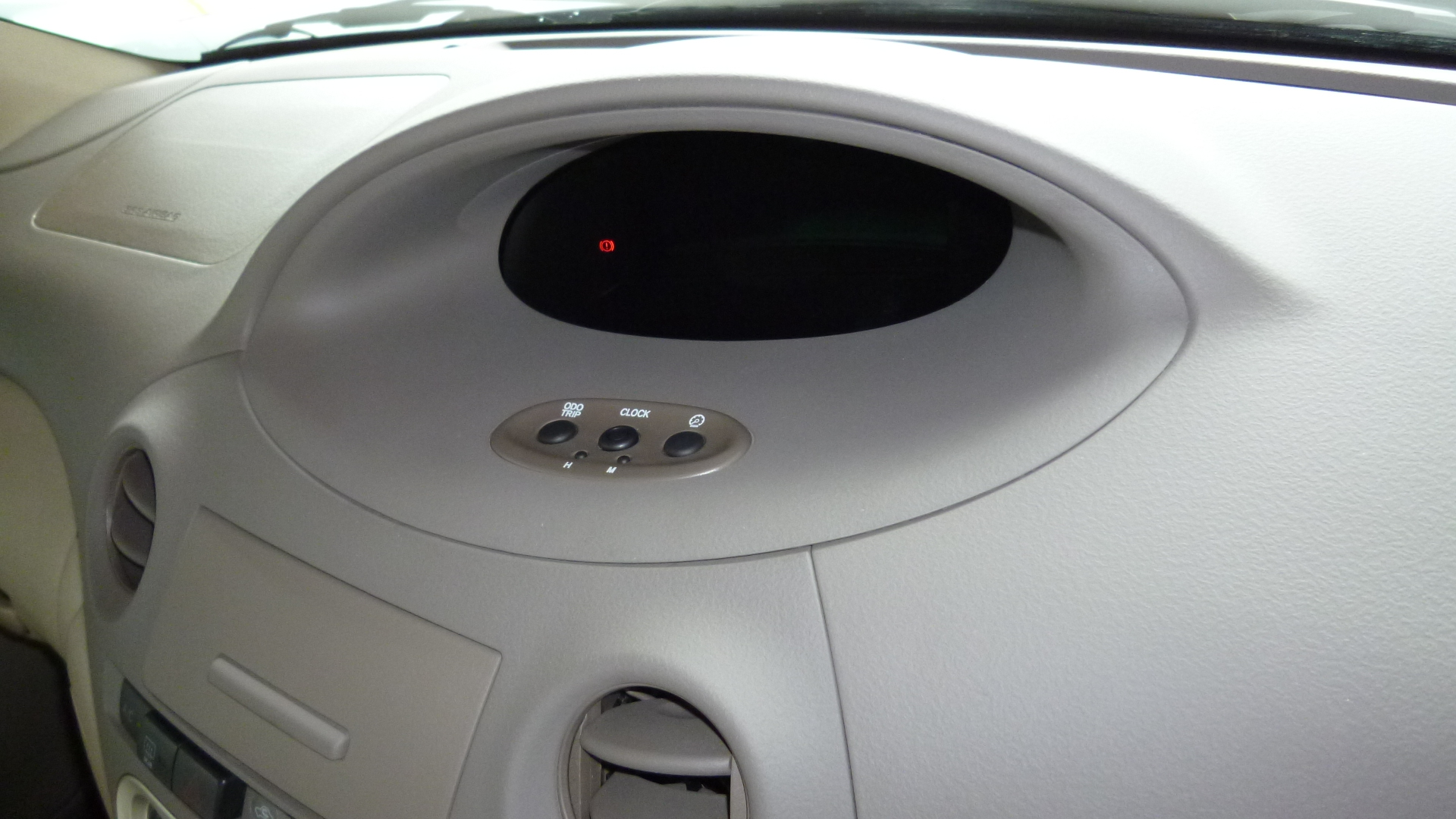
センターメーター レイアウト （後期型）
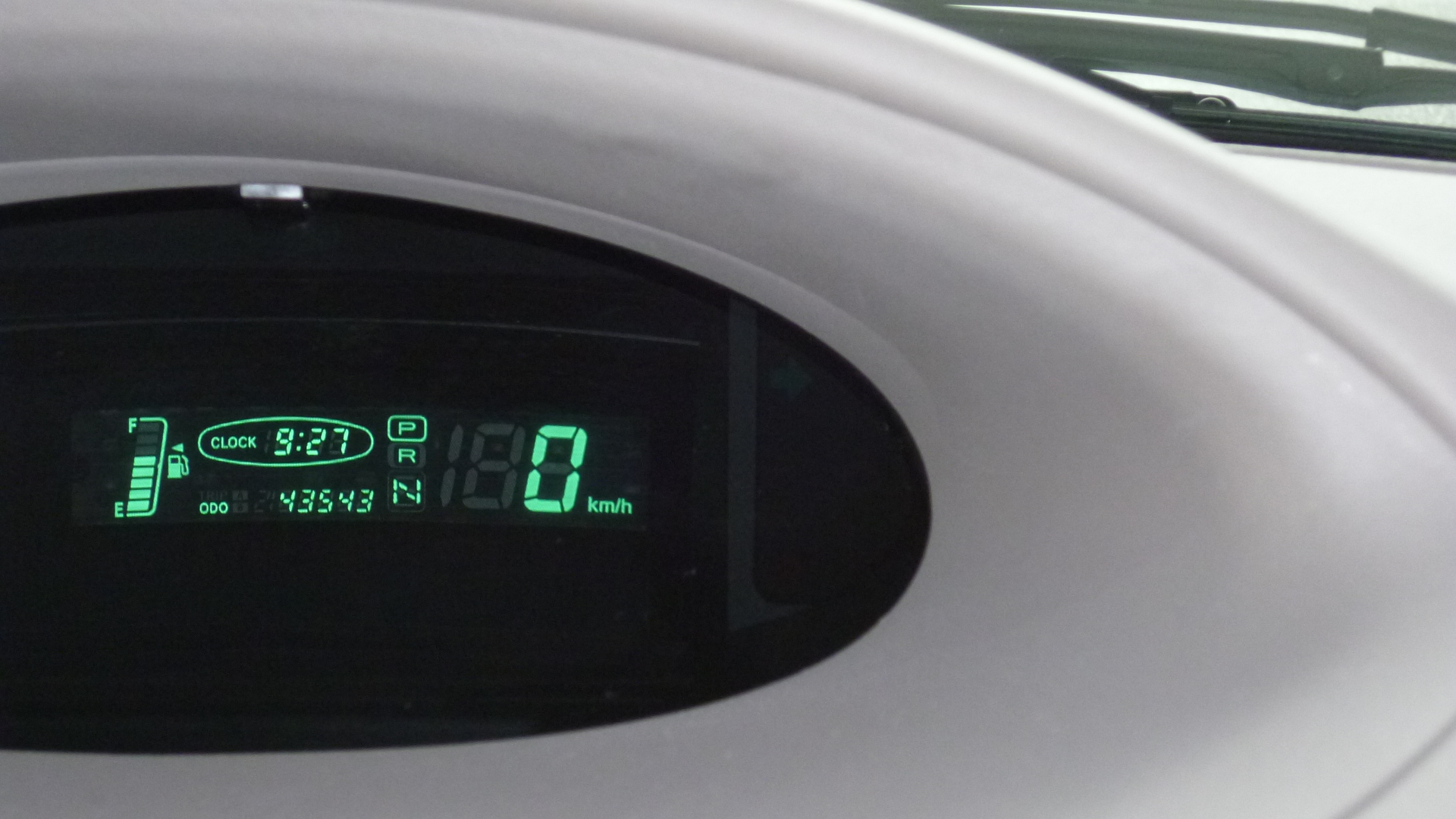
デジタルメーター表示 （後期型）
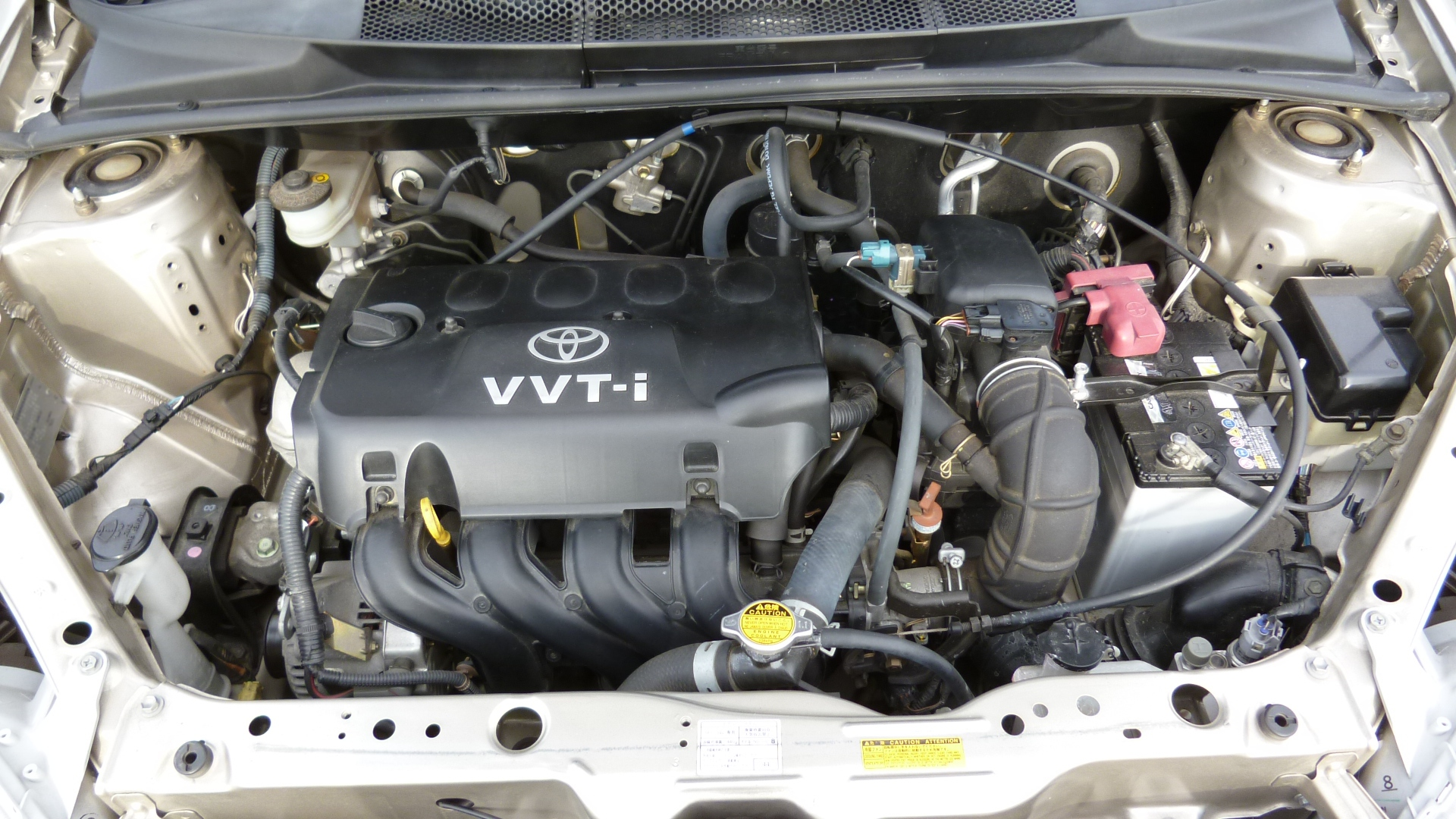
プラッツ1.5X
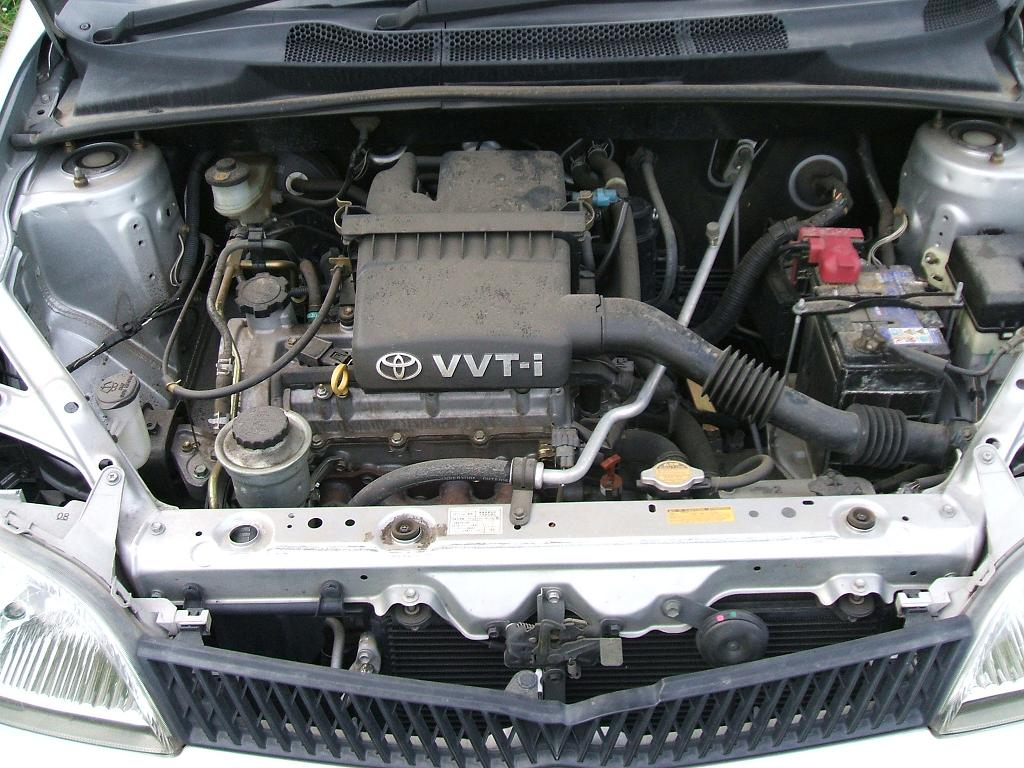
プラッツ1.0

## 車名の由来
ドイツ語で「広場」という意味。

## 取扱ディーラー
発売以来トヨペット店（大阪地区は大阪トヨタ）とネッツ店にて取扱っていたが、2004年4月の旧ビスタ店と旧ネッツ店との統合（新ネッツ店）により、トヨペット店系のみの取扱いとなった。